# Böblinger
Böblinger ist der Name einer schwäbischen Baumeisterfamilie im 15. und 16. Jahrhundert.

## Familienmitglieder
- Hans Böblinger (1410–1482), deutscher Baumeister und Steinmetz
  - Matthäus Böblinger (1450–1505), deutscher Baumeister und Steinmetz, Sohn von Hans Böblinger
    - Hans Böblinger der Jüngere (?–1510), deutscher Baumeister und Steinmetz, Sohn von Matthäus Böblinger

  - Marcus Böblinger (?–1492), Baumeister an der Esslinger Frauenkirche, Sohn von Hans Böblinger
  - Lux Böblinger (?–1504), Werkmeister am Konstanzer Münster ab 1487, Sohn von Hans Böblinger
  - Dionysius Böblinger (?–1515/16), Baumeister der  St. Ulrichskirche in Stockheim, Sohn von Hans Böblinger